# Joseph Uapingene
Joseph Uapingene (* 24. März im 20. Jahrhundert) ist ein namibischer Politiker der NUDO und seit dem 19. Januar 2023 Bürgermeister der Hauptstadt Windhoek. Er war zuvor seit Ende 2021 Vizebürgermeister der Stadt, ein Amt, dass er auch wieder seit dem 1. Dezember 2023 innehat.
Uapingene ist Vizegeneralsekretär der NUDO.